# Fight the Blues
Fight the Blues è un brano musicale della cantante giapponese Utada Hikaru, pubblicato come secondo singolo digitale e ventinovesimo in totale. È stato pubblicato il 27 marzo 2008 ed ha raggiunto la vetta di numerose classifiche giapponesi, prima dell'uscita dell'album da cui è tratto, Heart Station

## Tracce
1. Fight the Blues – 4:10

## Classifiche
| Classifica (2008)   | Posizione massima |
| ------------------- | ----------------- |
| Giappone (suonerie) | 46                |